# Anatomie comparată
Anatomia comparată sau anatomia comparativă este o disciplină de sinteză care studiază, pe baza datelor de anatomie descriptivă, embriologie și paleontologie, comparat și evolutiv organele sau sistemele de organe în seria animală (sau, mai frecvent, în seria nevertebratelor și în seria vertebratelor) mergând de la formele cele mai simple la cele mai complexe, comparându-le între ele pentru a scoate în evidență trăsăturile comune și diferențele existente.